# Biliones

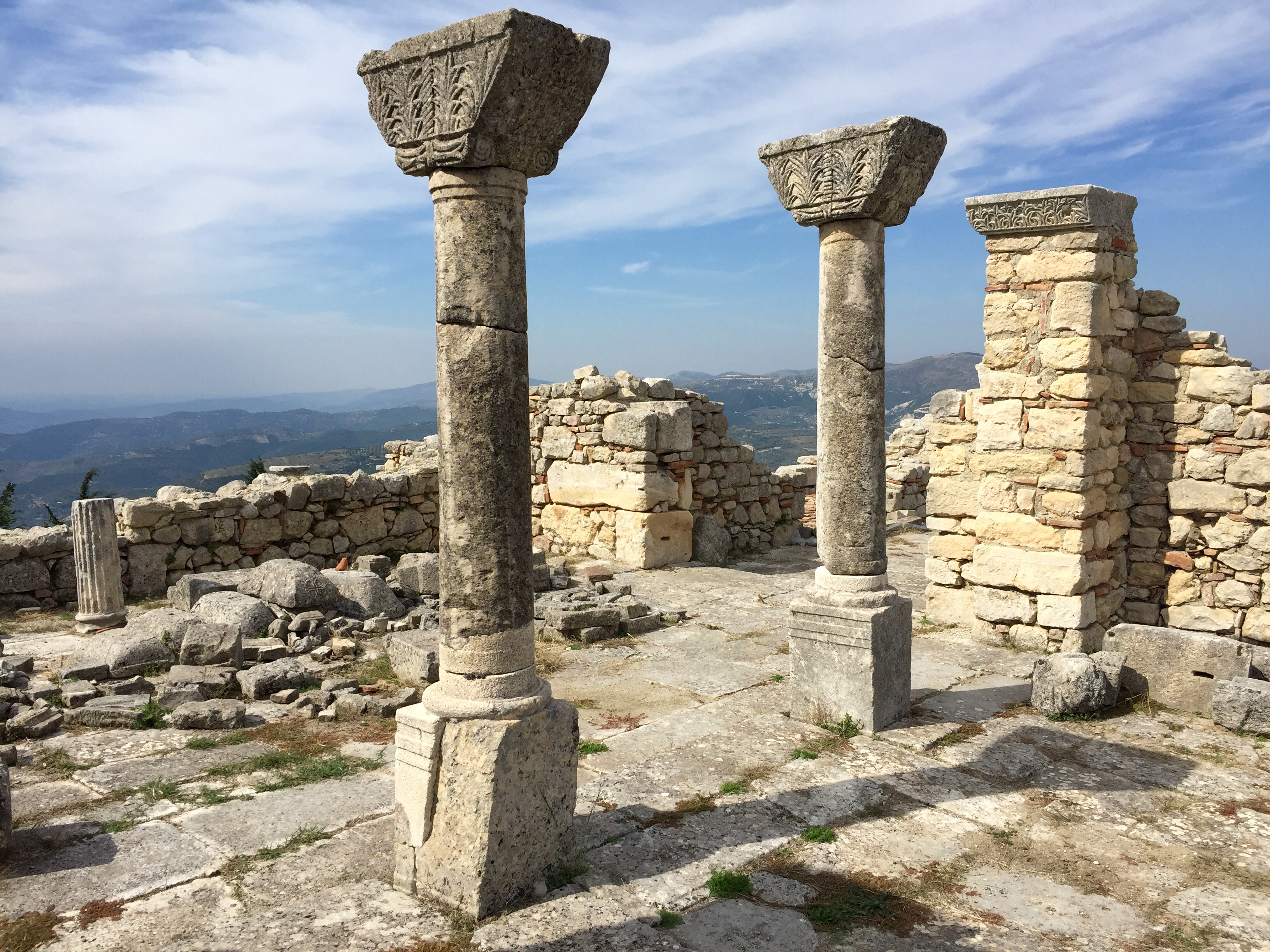
Búlice, ciudad principal y uno de los dos centros del koinón de los biliones.

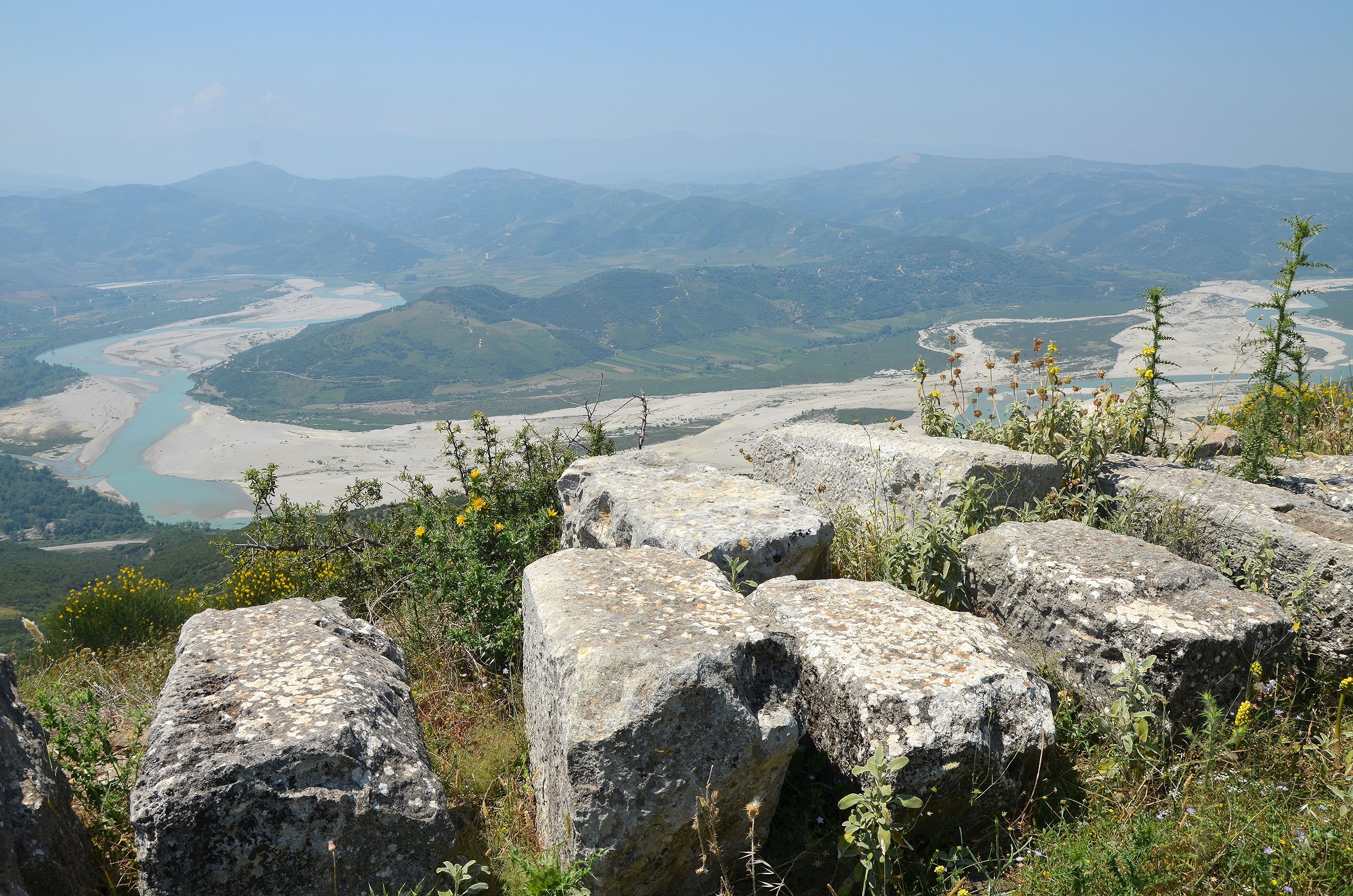
Vista hacia el valle de Vjosa desde Búlice.

Los biliones eran una tribu iliria que vivía cerca de la costa adriática del sur de Iliria (actual Albania), en el valle inferior del río Viosa, en el interior de Apolonia. Los biliones aparecen documentados por primera vez en material epigráfico del oráculo de Dodona, que data del siglo IV a. C., y su koinón aparece documentado por primera vez en una inscripción del siglo III a. C. del mismo oráculo. Su territorio era trapezoidal en la orilla derecha de los ríos Luftinjë y Viosa, y se extendía por el oeste hasta las montañas de Mallakastër. Otro centro importante de su koinón era Klos, un antiguo asentamiento ilirio llamado más tarde Nicea, como atestigua una inscripción. También habitaban en la zona de un antiguo santuario del fuego eterno llamado Ninfeo (santuario del fuego). A través del contacto con sus vecinos griegos, los biliones se helenizaron y se hicieron bilingües durante el apogeo del dominio moloso en la región en el siglo III a. C. Su koinón acuñaba monedas, como atestiguan las inscripciones que informan de su ethnicon en letras griegas. El koinon de los biliones sobrevivió hasta época imperial romana. En la época romana, los reaparecen a finales del siglo I d. C., cuando son mencionados por Plinio el Viejo en la Historia Natural (c. 79 ) como una de las tribus «bárbaras» que vivían en la zona de NinfeoEl koinón de los biliones y el koinón de los amantes fueron los más notables koina ilirios.

## Nombre
Su nombre aparece registrado como boulinoi por Pseudo Escimno (404), boulimeis por Dionisio Periegeta (386), ballini por Tito Livio (44. 30). 30), biliones por Estrabón (7. 7. 8), buliones por Plinio el Viejo (3. 145). En el yacimiento de Búlice se han encontrado monedas de bronce que datan del periodo 230 a. C.-148 a. C., con la leyenda ΒΥΛΛΙΟΝΩΝ.

## Geografía

Mapa con la ubicación aproximada de algunas de las principales ciudades del antiguo Epiro. Búlice estaba en la parte noroeste de Epiro.

No existe una extensión geográfica determinada de la comunidad de los biliones,cuya institución territorial y étnica está documentada desde el siglo V al siglo IV a. C., como demuestra el material epigráfico del oráculo de Dodona. Búlice parece haber constituido el centro principal de los biliones. Otro centro importante fue Klos, un asentamiento ilirio más antiguo llamado posteriormente Nicea (Epiro), como atestigua una inscripción. Formaban un koinón, atestiguado por primera vez en una inscripción del siglo III a. C., también esta vez de Dodona. Tito Livio (siglo I a. C.) llamó a su territorio Bullinum agrum.
La fundación de Búlice se atribuye tradicionalmente a mediados del siglo IV a. C., cuando se construyeron las murallas ilirias. Su trazado urbano parece haberse estructurado hacia mediados del siglo III a. C. Se construyó sobre una colina de unos 500 m en la orilla derecha del río Viosa, uno de los principales ejes fluviales del centro-sur de Albania. Desde la colina se dominaba el valle del río y la actual región de Mallakastra, sobre gran parte de la cual se extendía el koinón de los biliones. El emplazamiento permitía ver también la costa y, hacia el interior, los centros más internos.
Su territorio estaba compuesto por toda una red de fortificaciones construidas para protegerlos de los cercanos apolonios en el oeste y de los atintanes en el este. Estaba delimitada al sureste por las fortificaciones de Rabije y Matohasanaj. El koinon de los amantini estaba situado en la costa opuesta del río Viosa. La proximidad del túmulo funerario prehistórico de Lofkënd tanto a Búlice como a Ninfeo indica que el túmulo se encontraba en el territorio de los biliones.
Aunque aún no se ha demostrado, algunos estudiosos han sugerido que los biliones pudieron constituir en su día una parte de Atintania, que pudo haber eclipsado con su nombre al koinón de los biliones, y quizá incluso a los amantes, en los relatos antiguos durante los años 230-197 a .C. A pesar del importante lugar que ocupaba tras Apolonia, la comunidad de los biliones no fue mencionada, por ejemplo, ni en el tratado entre Filipo V de Macedonia y Aníbal en el 215 a. C., ni en los términos de paz presentados a Filipo V por los etolios en el 208 a. C., ni tampoco en el Tratado de Fenicia en el 205 a. C., cuando los relatos históricos solo informan de atintanes y Atintania. Se ha sugerido que hacia 224 a. C., cuando Atintania se separó de Roma, pero permaneció fuera del dominio del dinasta ilirio Demetrio de Faros, la parte más occidental de los atintanes comenzó a organizarse como una unidad separada con el nombre de «koinón de los biliones», contando con el apoyo de la Liga Epirota. Un koinón de los biliones está atestiguado en material epigráfico de Dodona que ha sido datado en torno a las últimas décadas del siglo III a. C.. Este koinón estaba muy probablemente restringido a una región del sur de Iliria, de habla no griega, sin incluir partes de Epiro.

## Cultura

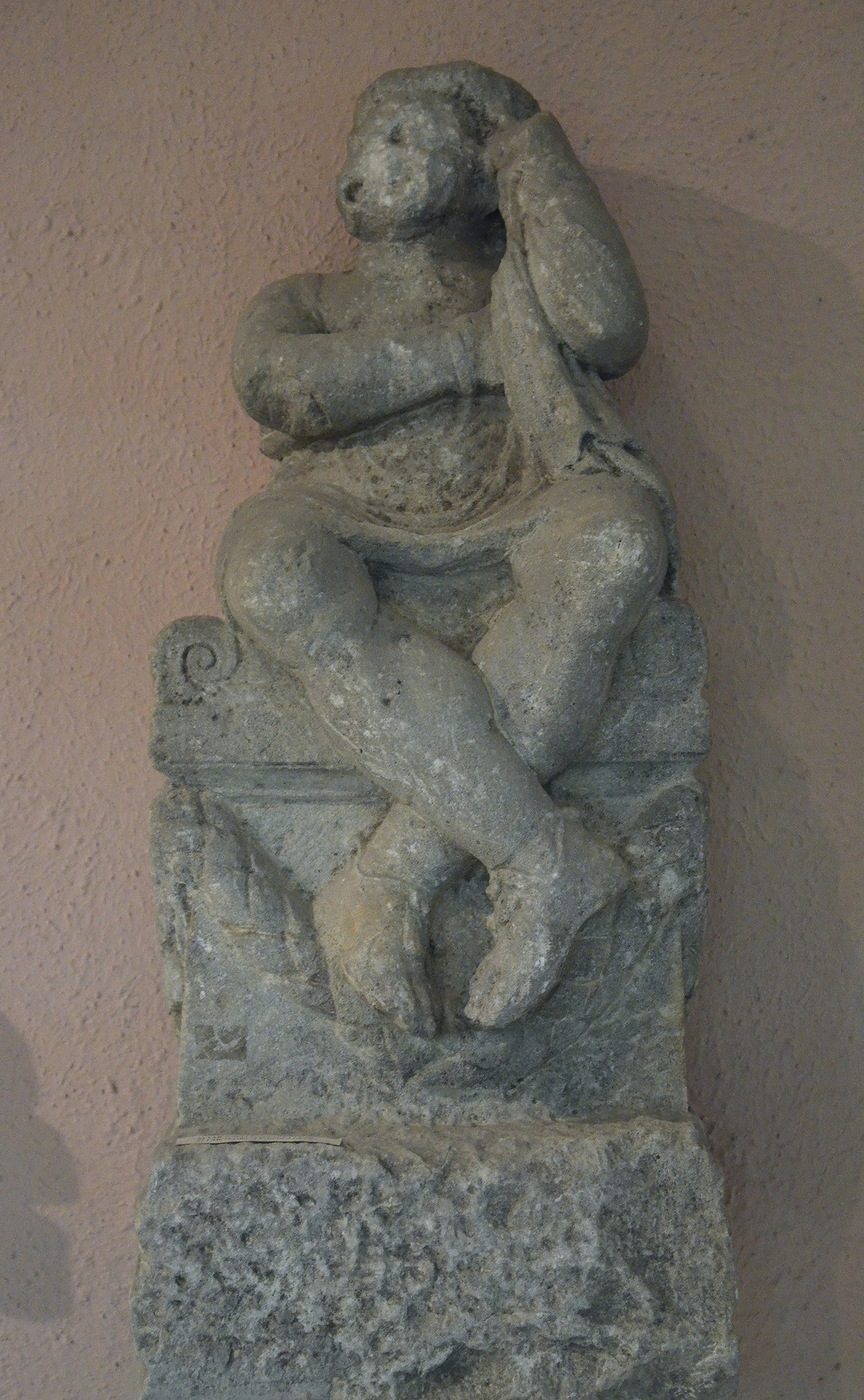
Actor cómico representando el papel de un esclavo sentado en el altar de Dioniso, 2.ª mitad del, procedente del teatro de Búlice. Museo Nacional de Arqueología de Albania.

### Lengua
El idioma hablado por los biliones pertenecía al área lingüística iliria del sudeste. A través del contacto con sus vecinos griegos, los biliones se helenizaron y se convirtieron en bilingües en el siglo III a. C., como indican las leyendas griegas de sus monedas.

### Religión
Las exploraciones arqueológicas aún no han encontrado un santuario o templo en la ciudad de Búlice, sin embargo, una serie de inscripciones muestran la adopción de los cultos de Zeus, Hera, Dioniso y Artemisa. Otra inscripción indica que la zona incluía un santuario del fuego con un oráculo, el Ninfeo situado en la frontera con la cercana Apolonia de Iliria. El ninfeo también aparece como símbolo del fuego grabado en monedas de Búlice acuñadas en el siglo III y siglo II a. C. Un relieve encontrado cerca de Búlice también muestra a las ninfas y un paño envuelto alrededor de este fuego, una escena que se repite sólo con las ninfas representadas en una moneda de plata del siglo I a. C. de Apolonia, lo que sugiere una mezcla de tradiciones y religiones locales con las formas y prácticas traídas por la colonos griegos. Bajo la influencia griega el culto local ilirio espontáneo y naturalista comenzó su canonización. En el santuario de Dodona una inscripción del siglo IV a. C. en una lámina de plomo informa de biliones preguntando a qué deidad debían sacrificar para garantizar la seguridad de sus posesiones. A finales del siglo III a. C., aparecen entre las listas de teorodocos en Delfos.

## Economía
El koinón de los biliones acuñó sus propias monedas en el periodo comprendido entre 230 a. C. y 148 a. C.